# M’Backé N’Diaye
M’Backé N’Diaye (ur. 19 grudnia 1994 w Rusu) – mauretański piłkarz grający na pozycji bramkarza. Jest zawodnikiem klubu Nouakchott Kings.

## Kariera klubowa
N’Diaye jest zawodnikiem klubu Nouakchott Kings.

## Kariera reprezentacyjna
W reprezentacji Mauretanii N’Diaye zadebiutował 3 grudnia 2021 w przegranym 0:1 meczu Pucharu Narodów Arabskich 2021 ze Zjednoczonymi Emiratami Arabskimi, rozegranym w Ras Abu Abboud. W 2022 został powołany do kadry na Puchar Narodów Afryki 2021. Na tym turnieju rozegrał jeden mecz, grupowy z Mali (0:2).